# Fusillade à l'université d'État de Floride en 2025
Le texte peut changer fréquemment, n’est peut-être pas à jour et peut manquer de recul. 
Le titre et la description de l'acte concerné reposent sur la qualification juridique retenue lors de la rédaction de l'article et peuvent évoluer en même temps que celle-ci.
 (avril 2025).
La fusillade à l'université d'État de Floride est une tuerie de masse survenue le 17 avril 2025 sur le campus de l'université d'État de Floride (FSU) à Tallahassee, en Floride. Phoenix Ikner, un étudiant de 20 ans, ouvre le feu près de l'espace vie étudiante, tuant deux personnes et en blessant six autres.

## Déroulement des faits
Le 17 avril 2025, Phoenix Ikner, un étudiant de 20 ans en sciences politiques à l'université d'État de Floride (FSU), ouvre le feu sur le campus près de l'espace vie étudiante à 11h56, tuant deux personnes et en blessant six autres,,. Parmi les blessés, cinq sont blessés par balle tandis qu'une autre personne se blesse en fuyant. 
Le suspect est blessé par la police universitaire (en) à midi après avoir refusé d'obéir aux ordres. Lors de son arrestation, il est en possession d'une arme de poing appartenant à sa belle-mère, adjointe du shérif du comté de Leon, et les enquêteurs retrouvent également un fusil de type AR-15 et un fusil à pompe dans sa voiture,. 

## Contexte
Une précédente fusillade avait déjà eu lieu dans cette université en 2014 et certains étudiants de la FSU présents lors de la fusillade avaient déjà vécu la fusillade de Parkland,.

## Victimes
Les deux victimes assassinées sont Robert Morales, un responsable de la restauration universitaire et ancien entraîneur adjoint de football à la Leon High School, et Tiru Chabba, un employé d'un fournisseur du campus, père de famille de 45 ans avec deux enfants,. À la suite de cet événement, des veillées et mémoriaux improvisés sont organisés sur le campus. 

## Enquête
Ikner invoque son droit au silence. Le bureau du shérif du comté de Leon ouvre une enquête interne concernant la belle-mère du suspect.  
Les premiers éléments de l'enquête établissent que le suspect ne connaissait pas les victimes, et n'établissent pas de mobile pour cette attaque.

## Profil du suspect
Phoenix Ikner est membre du programme jeunesse du bureau du shérif local. Il est inscrit comme républicain sur les listes électorales et a qualifié les manifestants anti-Donald Trump (en) de « généralement assez divertissants, généralement pas pour de bonnes raisons » quelques mois avant la fusillade.
D'anciens camarades décrivent Ikner comme ayant des opinions politiques extrémistes, misogynes et racistes qui mettaient mal à l'aise ses camarades,. D'après la dirigeante du club de discussion politique auquel Ikner participait, il aurait qualifié les manifestants protestant à la suite du meurtre de George Floyd et de la guerre à Gaza de « sales rats » et fait des « plaisanteries » sur une prétendue supériorité de la race blanche.

## Réactions
Le président Donald Trump qualifie la fusillade de « terrible » et « regrettable », mais réaffirme son engagement envers le deuxième amendement,.